# El gusano de seda
El gusano de seda es la tercera novela para adultos de J. K. Rowling, la autora británica conocida por crear la serie de Harry Potter. Esta policíaca de 464 páginas es la segunda novela publicada bajo el seudónimo de Robert Galbraith en el sello Little, Brown Book Group y Hachette Book Group, siendo lanzada el 19 de julio de 2014.
En 2013 se confirmó que la escritora estaba escribiendo una secuela para El canto del cuco pero no se dieron más detalles hasta febrero de 2014, cuando Hachette Book Group publicó la portada y la ficha técnica de la nueva novela. Es la segunda novela del personaje ficticio Cormoran Strike.

## Argumento
Cuando el novelista Owen Quine desaparece, su esposa llama al detective privado Cormoran Strike. Al principio, la señora Quine sólo cree que su esposo se ha ido por un par de días —como ya había hecho anteriormente— y ella quiere que Strike lo encuentre para traerlo a casa. Pero en el transcurso de la investigación de Strike, se vuelve más claro que hay más misterios sobre la desaparición de Quine de lo que su esposa cree.
El escritor acababa de completar un manuscrito con venenosos relatos literarios de casi todas las personas que conocía. Si la novela llegaba a publicarse, arruinaría varias vidas; lo cual significa que habría muchas personas que podrían querer silenciarlo. Cuando Quine es encontrado brutalmente asesinado bajo extrañas circunstancias, Strike inicia una carrera contra el tiempo para entender la motivación de un asesino sin piedad, como ningún otro que el detective haya encontrado antes...

## Publicación
La editorial Hachette Book Group informó sobre la secuela de El canto del cuco el 16 de febrero de 2014, publicando la ficha técnica de la novela.
El 19 de julio de 2014 la novela salió a la venta.
La edición en español se publicó el 18 de marzo de 2015.